# 제임스 리버
제임스 리버(James Rivière, 1949년 7월 7일~)는 이탈리아의 예술가이자 디자이너로 20 세기의 가장 중요한 보석 디자이너로 간주된다.
제임스 리버의 보석은 중요한 개인 소장품과 루브르 박물관의 "Monolith"팔찌, 바티칸 박물관의 교황 베네딕토 16 세의 "Rational"과 같은 여러 박물관에 전시되어 있다.

## 약력
1973년 제임스 리비에르 (James Riviere)는 즉시 국제적으로 인정 받았다. 밀라노에서 공부 한 후에 그는 [키프로스] 뉴욕에서 25년 만에 디자이너 열쇠 고리 보석을 제조하기 위해 전화를 받았다. 26 세의 나이로, 그단스크 미술 대학교 (Gdańsk University of Fine Arts)는 그를 조각과 보석 디자인 학부의 교사로 가르치라고 부른다. 오늘은 디자인 보석의 역사에서 가장 중요한 지수 중 하나로 간주된다.

## 박물관
- 루브르 박물관 (이탈리아어: Le musée du Louvre), 파리

- 바티칸 미술관(이탈리아어: Musei Vaticani), 로마
- 윈저가(이탈리아어: House of Windsor), 런던
- 빅토리아 앨버트 박물관(이탈리아어: Victoria and Albert Museum), 런던

## 주요 작품
- "Monolith", 팔찌, 루브르 박물관 , 루브르 박물관, 파리, 2007
- ”Razionale”, 교황 베네딕토 16세, 바티칸 박물관, 2007
- "Optical Titanio Diago", 목걸이, 빅토리아 앨버트 박물관 (Victoria and Albert Museum)[1], 런던, 1973
- "Volcano", 목걸이, 반지, 브로치,1980
- "Rainbow", 목걸이 포 r 미키모토, ときょ, 1994
- "Isole Innamorate", 개인 소장품, 1998
- "Emersioni da Atlantide", 개인 소장품, 1994
- "Goccie di Fuoco", 개인 소장품, 1991
- “Luna Quadra” 목걸이, 개인 소장품, 1985
- "Segreto", 개인 소장품, 1988

## 서지
- "James Rivière, Gioielli Verso il Futuro," Agrifoglio, Milano 1991.
- "James Rivière – Gioielli tra Arte e Design", Collana Grandi Gioiellieri, Leonardo Arte Editore – Gruppo Mondatori Editori, Milano 1998.
- "L'Adorazione del Bramantino", Enigma Milanese, Electa – Kalliste Arte, Milano 2004.
- Luciana baldrighi, "Diario di Città, milanesi in galleria", Sperling & Kupfer Editori ottobre 2000 Piacenza p. 222-223.
- Guido Vergani, "Dizionario della Moda", Baldini&Castaldi–Pitti Immagine, Firenze 1998
- "Dictionnaire International du Bijou", edition du Regard, Paris 1999
- "Fashion Dictionary", Baldini&Castaldi–Pitti Immagine, Firenze 1999
- Lia Lenti e Maria Cristina Bergesio, "Dizionario del Gioiello Italiano del XIX e XX secolo", Umberto Alemanni&Co, p. 243.